# Dehtárský rybník
Dehtárský rybník je malý rybníček oválného tvaru nacházející se ve vsi Dehtáry v okrese Praha-východ. Na délku měří asi 77 metrů, na šířku 47. Jeho jihovýchodní břeh je obklopen zástavbou, na severozápadu se pak nachází pole. Voda odtéká stavidlem na východ, tzv. Svémyslickou svodnicí. Svůj název nese po vsi Dehtáry, ve které se nachází. Rybník vznikl před rokem 1869.

## Galerie

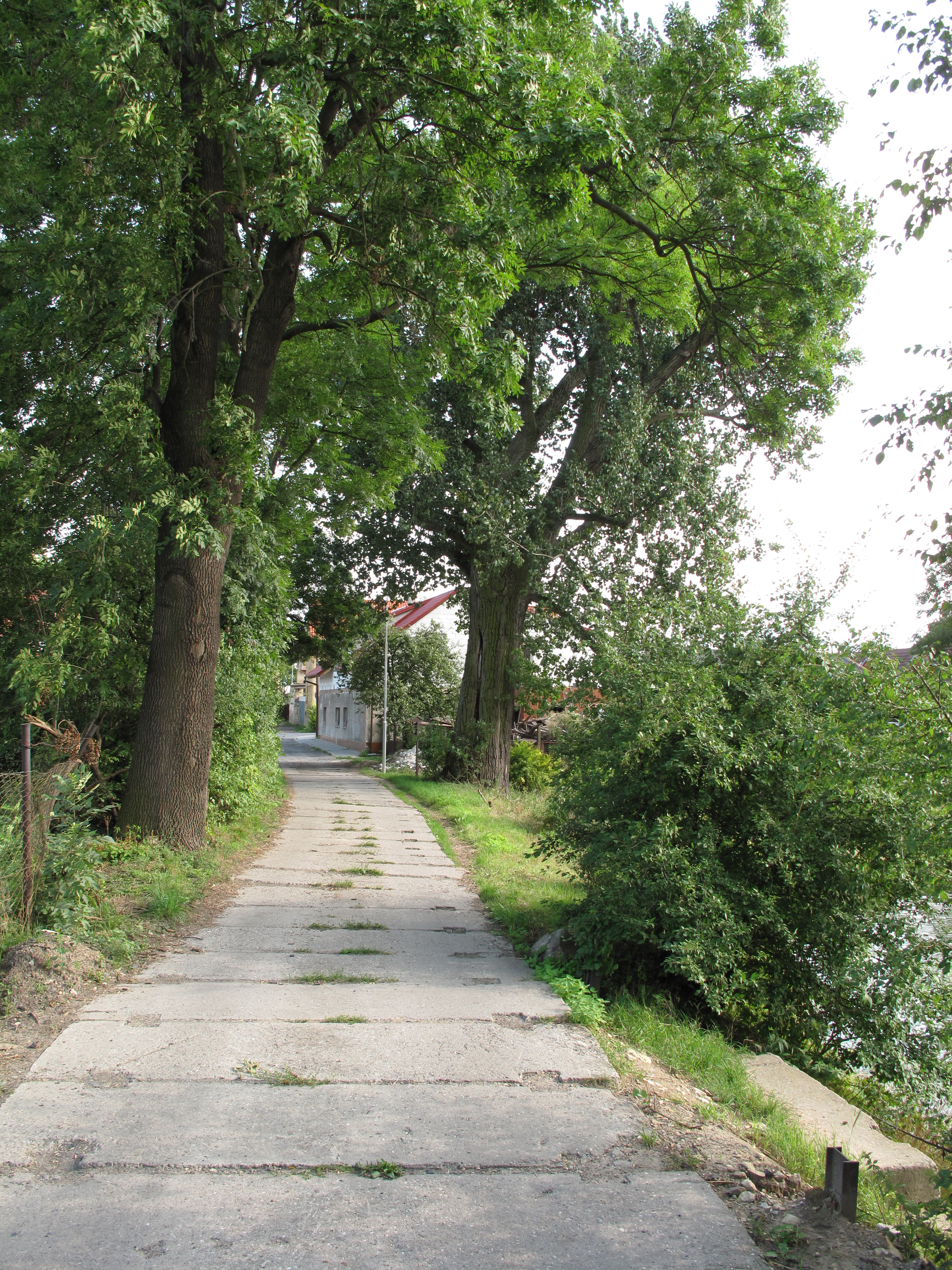
Cesta na břehu
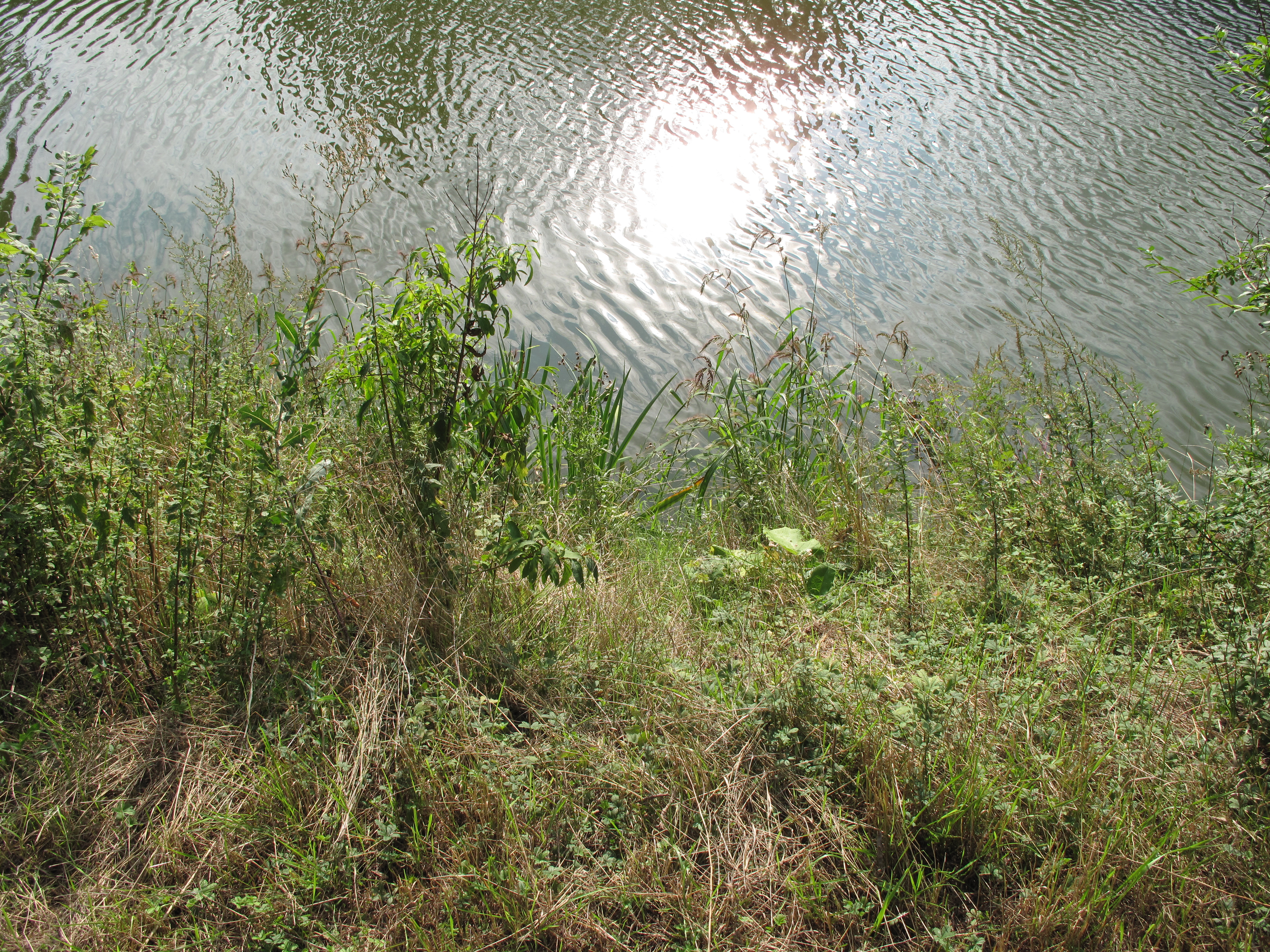
Břeh
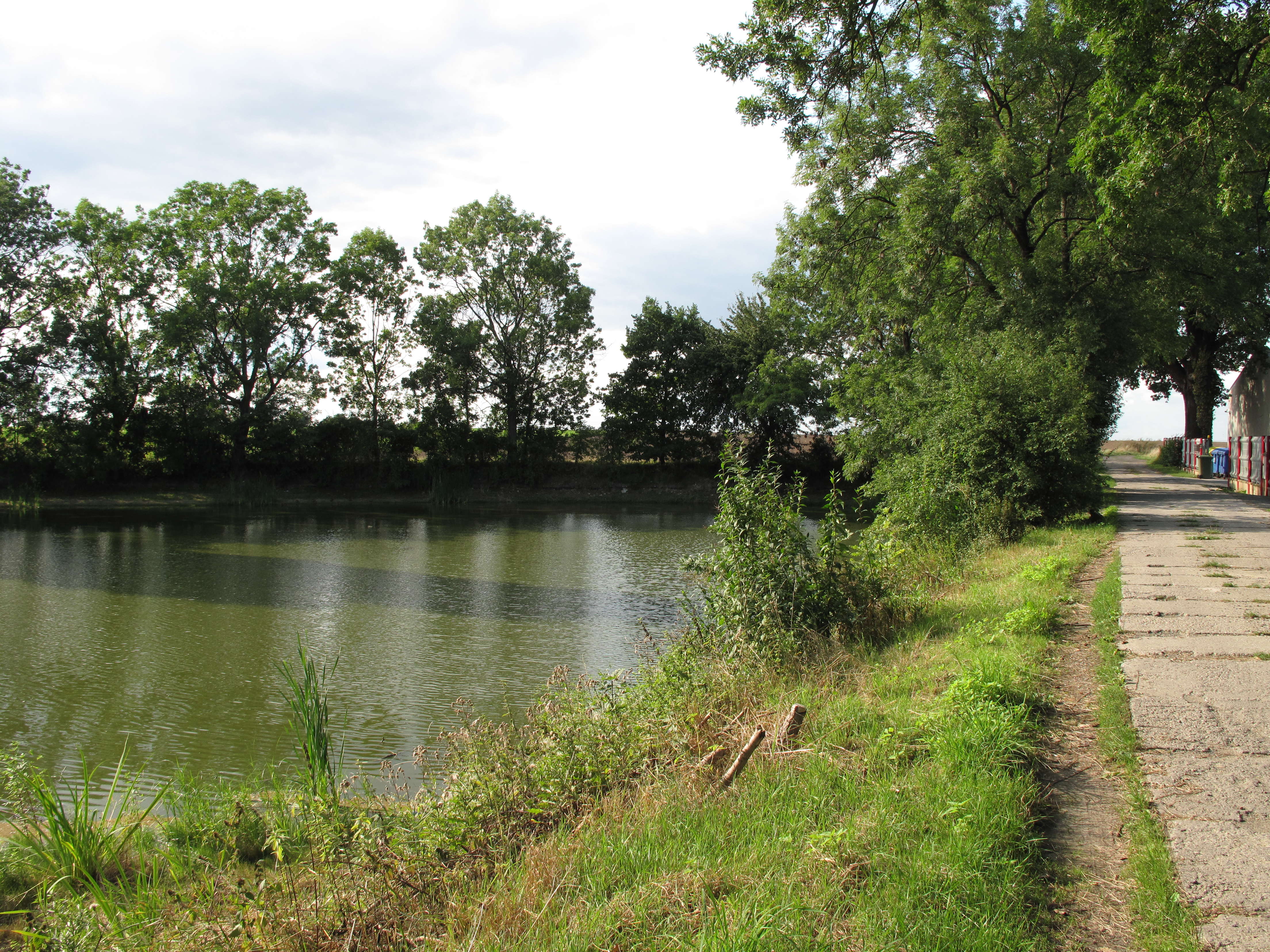
Jiný pohled